# Финист. Первый богатырь
«Финист. Первый богатырь» — российский фэнтезийно-приключенческий фильм 2025 года режиссёра Дмитрия Дьяченко и продюсеров Эдуарда Илояна, Виталия Шляппо, Дениса Жалинского, Алексея Троцюка и Антона Златопольского, а также российской киностудии «Yellow, Black and White». Это четвёртый фильм во франшизе «Последний богатырь», при этом являющийся приквелом и спин-оффом цикла. Он сосредоточен на фигуре богатыря Финиста Ясного Сокола, который впервые эпизодически появляется во 2-м фильме оригинальной трилогии «Последний богатырь: Корень зла», а затем становится одним из главных персонажей сериала-сиквела «Последний богатырь. Наследие». Финист Ясный Сокол — самый известный и любимый богатырь Белогорья. Он привык к славе и порой отказывается от подвигов, которые кажутся ему недостаточно интересными или достойными его внимания. Чтобы сохранить свой статус самого удивительного героя, Финист решает отправиться за пределы родной земли в поисках приключений. Главные роли в фильме сыграли Кирилл Зайцев, Юлия Пересильд, Фёдор Добронравов и Сергей Лавыгин.
О разработке фильма «Финист. Первый богатырь» стало известно в конце 2022 года. В апреле 2023 года объявили, что лента переходит на этап съёмок, а в июле стартовала стадия постпродакшна. Съёмки стартовали в апреле 2023 года в России, а летом команда отправилась в Казахстан, где проходили съёмки на натуре. Для воссоздания атмосферы Востока (именно туда по сюжету отправляются главные герои картины) авторы выбрали популярные туристические места: Чарынский каньон, Поющий бархан и крепость Номад, построенную в 2004 году для съёмок фильма «Кочевник». 
Выход картины в прокат состоялся 1 января 2025 года. Отзывы о фильме «Финист. Первый богатырь» являются неоднозначными. Некоторые зрители отмечают, что картина весёлая, качественная, подходит для семейного просмотра. Они отмечают сюжет и костюмы. Однако, некоторые зрители отмечают, что фильм страдает от поверхностного и нелогичного сюжета, отсутствия глубины у героев, не работающего юмора. По кассовым сборам фильм стал самым кассовым во франшизе «Последний богатырь» — картина собрала свыше 2,7 млрд рублей, что стало кассовым успехом при его бюджете.

## Сюжет
Сюжет картины основан на русских народных сказках и былинах, сдобренных восточным колоритом и современным юмором.
Белогорье — сказочное царство, прославленное своими отважными богатырями, среди которых выделяется несравненный Финист — Ясный сокол. Его смелость, сила, красота и гордость служат примером для остальных юношей, мечтающих стать такими же достойными защитниками. Вместе со своим преданным спутником Мелёхой бесстрашный воин отправляется на поиски очередного чудища, победа над которым увековечила бы его славу в народных песнях. Победив громадного крылатого кабана, он эффектно появляется верхом на нём перед жителями Белогорья, вызывая всеобщий восторг. Вскоре сюда прибывает коварная Баба-яга, жаждущая вернуть утраченную юность. Она предлагает герою важное поручение, однако самоуверенному Финисту такое задание кажется пустячным.
Финист стремится испытать себя в борьбе с действительно грозными врагами. Узнав от помощника о прекрасной девушке, заточённой в башне и охраняемой ужасным существом, он незамедлительно направляется туда. По дороге устраняя соперников, он достигает цели и встречает пленённую красавицу Злату, предупреждающую его об опасности. Однако на героя внезапно нападает чудовище с головой змеи на конце хвоста, испускающее ядовитое дыхание, которое делает его слепым.
Ослепший и подавленный герой теряет надежду, пока верный спутник Мелёха пытается убедить Бабу-ягу оказать помощь. Но та лишь издевается над ним. Позже герои подвергаются нападению воинов в черном, похищающих их и доставляющих в море. Во время плавания друзьям приходится столкнуться с джинном, выпущенным из лампы случайностью Мелёхи.
Их захватчики оказались торговцами рабами, продавшими героев в восточном городе богатому купцу Анарифу. Тот приглашает гостей в роскошный особняк, представляя им необычных обитателей дворца — говорящего верблюда Джамала и немого погонщика, оказавшихся жертвами заклинания обмена телами. Сам Анариф оказывается учёным-изобретателем, скептически относящимся к магии. Он дарит Финисту специальные очки, восстанавливающие зрение, и разрушает опасную лампу с джинном.
Вскоре герои получают известие о появлении ранее побеждённого чудовища, направляясь на встречу с ним на чудесной летательной машине Анарифа. Обнаружив монстра, они заманивают его в ловушку, узнав, что оно связано с девушкой Златой. Однако утром выясняется, что Анариф замышлял уничтожить всю магию мира, используя способности существа. Пытаясь сбежать, герои сталкиваются с обманом и предательством, раскрывающими истинную сущность хозяина.
Джамал оказывается механическим созданием, управляемым Анарифом, а Мелёха присоединяется к злоумышленнику. Анариф планирует вытянуть магические силы из Златы, но вмешательство героев нарушает его планы. Монстр освобождается и устраняет охрану, позволяя героям бежать. Убегая, Финист снова сталкивается с чудовищем, благодаря поддержке товарищей и своему мужеству побеждая его окончательно. Благодаря слезам Златы герой вновь обретает зрение, и девушка обещает ему освободить её от проклятья. Завершив приключения, герои возвращаются домой в Белогорье.

## В ролях
- Кирилл Зайцев — Финист—Ясный сокол
- Юлия Пересильд — молодая Баба-Яга
  - Елена Яковлева — старая Баба-Яга
- Фёдор Добронравов — Анариф
- Сергей Лавыгин — Мелёха
- Кристина Строителева — Злата
- Павел Прилучный — верблюд Джамал (голос)
- Софья Зайка — крестьянка
- Максим Костромыкин — крестьянин
- Фёдор Гамалея — погонщик верблюда
- Юлия Авдеева — русская красавица
- Михаил Селиванов — Пантера
- Алёна Батурина — узница
- Анастасия Груздева — узница
- Илья Макаренко — пекарь

## Создание и релиз
На производство ленты авторы изначально планировали потратить 980 миллионов рублей. Половину этой суммы они запросили у Фонда кино. Съёмки начались в апреле 2023 года и проходили в Казахстане. Часть съёмок прошла в Казахстане, процесс продлился 23 смены.
Среди съёмочных локаций были Поющий бархан, Чарынский каньон (эпизод вылета Финиста из пещеры), город Конаев, леса и горы в окрестностях города Алма-Ата, национальные парки и степи. Один из блоков был снят в декорациях крепости Номад, которая была построена в 2004 году для фильма «Кочевник».
- Дебютный тизер-трейлер картины опубликовали на YouTube-канале онлайн-кинотеатра Start 1 февраля 2024 года.[источник?]
- К написанию сценария привлекли новых авторов: Анатолия Молчанова и Вячеслава Зуба («Кухня», «Чебурашка»).[источник?]
- Оператором картины стал Никита Богачёв, который работал над сериалами «Триггер», «Пищеблок» и вторым сезоном «Метода».[источник?]

- Режиссёром картины «Финист. Первый богатырь» выступил Дмитрий Дьяченко, который был ответственным за запуск франшизы «Последний богатырь» и лично ставил первые три фильмы, где главным героем был Иван. В съёмочную группу также вошли сценаристы Василий Куценко, Виталий Шляппо и Вячеслав Зуб, которые работали над предыдущими фильмами.
- Персонаж Финиста – Ясного сокола дебютировал во франшизе во втором фильме из серии «Последний богатырь: Корень зла», в исполнении того же Кирилла Зайцева.

Выход картины в прокат — 1 января 2025 года. В Уфе показы начались 29 декабря.

## Приём

### Кассовые сборы
По данным на 27 января 2025 года, сборы фильма «Финист. Первый богатырь» превысили отметку в 2,6 млрд рублей. Для достижения этого результата картине потребовалось почти четыре недели — прокат стартовал 1 января.
«Финист. Первый богатырь» вошёл в десятку самых кассовых фильмов в истории российского проката. Картина обошла «Мстителей: Финал» и уже приближается к ремейку «Короля льва».
Кроме того, «Финист. Первый богатырь» стал самым кассовым фильмом франшизы «Последний богатырь» — картина собрала свыше 2,275 млрд рублей за две недели. 
По мнению кинокритика Егора Москвитина, успеху фильма «Финист. Первый богатырь» способствовали несколько факторов:
- Семейный подход. Картина привлекает зрителей всех возрастов, что особенно важно в праздничные дни.
- Связь с известной франшизой. Это усиливает интерес аудитории к фильму.
- «Терапевтический» эффект. Истории обеспечивают зрителям ясный терапевтический эффект, что особенно актуально в новогодний период.
- Сочетание захватывающего сюжета, харизматичных героев и современных спецэффектов.

### Критический приём
«Финист. Первый богатырь» получил достаточно умеренные отзывы критиков. На сайте «Критиканство» на 30 декабря фильм заработал 65 баллов из 100 на основе 8 рецензий. Последующие рецензии в прессе обращают внимание на слабость и вторичность фильма по сравнению с оригинальной трилогией, сюжетные дыры и отсутствие мотиваций героев, характеризуя его как «самый слабый проект из „богатырской“ киновселенной», но при этом как «симпатичный аттракцион для всей семьи».
- «В качестве дополнения к богатырской кинотрилогии „Финист“ безобиден, внимания не перетягивает, служит проходным развлечением для самых юных фанатов. Самостоятельности фильму не хватает до самого финала, и разглядеть зачатки оригинальности невозможно даже в подзорную (или позорную, со слов любителя каламбуров Мелёхи) трубу. (…) Пышный народный блокбастер без души». — (Film.ru)[15]

- «Это неидеальное кино даже в рамках франшизы: как минимум потому, что вплоть до финала непонятно, с каким именно злодеем сражаются герои. К тому же второстепенные персонажи затмевают по харизме протагониста. Зато авторы не забывают об истоках серии — хулиганских шутках и сюжетных поворотах» — (Т-Ж)[16]

- «На фоне пресных и однообразных сказок, которые сейчас крутятся в кинотеатрах („Баба Яга спасает Новый год“, „Домовенок Кузя“), „Финист“ с его ноткой экзотики занимает выигрышное положение. Но будем смотреть объективно — это не лучший проект из белогорской франшизы. Хотя последний сериал показал, что возможности и перспективы у неё о-го-го!» — (Sport24)[17].

- «Все это, конечно, не столько кино, сколько контент, особо не требующий от зрителя ни эмоционального, ни умственного подключения (более того, если начать задумываться над некоторыми поворотами, картинка складывается не очень приглядная). Но спецэффекты качественные, ритм бодрый, шутки имеются, сюжетные линии логично закругляются и при этом оставляют простор для продолжения — кажется, для успеха у зрителей этого будет вполне достаточно» — (Коммерсант)[18].

- «Шутки звучат каждые несколько минут, но большинство из них вызывает лишь неловкую тишину в зале. За весь фильм аудитория смеялась лишь пару раз, и то от случайных реплик (…). Для семейного фэнтези, где юмор играет ключевую роль, это катастрофа» — (Киноафиша)[19].

Критик Сергей Сычов («Известия») отдельно останавливается на значении фильма для дальнейшей эволюции жанра современного фильма-сказки. «Чтобы понять, как сильно и с каким интересом профессиональные зрители ждали „Финиста“, нужно вернуться на несколько лет назад и понять, какое значение имеет франшиза „Последний богатырь“ для российского кино и почему этот проект знаковый и важный. (…) Но в 2022 году „Дисней“ ушел с российского рынка и встал вопрос, что будет с франшизой дальше. И даже сериал „Наследие“ на этот вопрос в полной мере не отвечал, хотя сделан он вполне качественно. (…) Понятно, что от „Финиста“ в такой ситуации и ждали многого, и в то же время боялись, что тот баланс, о котором выше шла речь, удержать не удастся. (…) Самое главное — нужно было сделать так, чтобы „Финист“ выделялся на фоне многочисленных фильмов-сказок, которые теперь выходят по две в месяц и почти все подозрительно похожи на того самого „Последнего богатыря“, который их породил. (…) Создатели фильма предприняли несколько шагов, которые изменили концепцию фильма, зато обозначили вектор, которым, вероятно, Yellow, Black and White пойдет и дальше в случае успеха картины». Сычов перечисляет их: отказ от концепции попаданчества — все теперь происходит только в сказочном мире, локальный линейный сюжет и отказ от перенасыщенности, подача персонажей таким образом, что сюжет и герои будут понятны тем, кто не видел предыдущую фрашизу.

## Продолжение
Согласно заявлениям продюсеров фильма, «Финист. Первый богатырь» — это лишь первая часть новой трилогии. Выход сиквела ожидается в 2027-2028 году.